# Federació Catalana d'Hípica
La Federació Catalana d'Hípica és l'associació esportiva que regula la pràctica de l'hípica en l'àmbit de Catalunya. És una entitat privada, d'utilitat pública, sense ànim de lucre. Figura inscrita al Registre d'Entitats de la Secretaria General de l'Esport de la Generalitat de Catalunya amb el n. 01428. Posseeix delegacions territorials a Barcelona, Girona, Lleida i Tarragona. Forma part de la Unió de Federacions Esportives de Catalunya.

## Història
Com en molts altres esports, l'hípica es va practicar durant molts anys a Catalunya abans no existís una federació que la regulés. El Círculo Ecuestre, el 1856, va ser el primer club que va tenir l'hípica com a activitat principal. Durant la dècada dels anys seixanta del segle xix va existir un hipòdrom als terrenys denominats Camp de Mart, al costat del Parc de la Ciutadella, i una vegada desaparegut aquell se'n va inaugurar un altre a Can Tunis a finals de 1883. Del Círculo Eqüestre va sorgir el 1897 una societat anomenada Polo Club de Barcelona, que el 1902 va organitzar el primer concurs hípic de salts d'obstacles al Parc de la Ciutadella i el 1908 es va convertir en el Real Polo Club de Barcelona amb la intenció de fomentar el polo i els esports hípics en general. El 1910 havia nascut una societat hípica denominada Barcelona Joquei Club, que el 1912 es va fusionar amb el Real Polo Club de Barcelona i va donar lloc al Reial Polo Joquei Club de Barcelona Societat Hípica, que des d'aquell moment va ser el motor dels esports hípics a Catalunya. Aquell club, que inicialment va tenir les seves instal·lacions a la carretera de Sarrià, es va traslladar el 1932 als terrenys de la Diagonal que ocupa actualment i el 1939 va adoptar el nom oficial encara vigent de Reial Club de Polo de Barcelona. Malgrat que el club va desenvolupar des del seu naixement una vocació poliesportiva amb les seves seccions de polo, tennis i hoquei herba, l'hípica sempre ha estat la seva activitat central, i el Concurs Internacional de Salts n'és el torneig estrella.
La Federació Catalana encara va tardar uns quants anys. La seva història es remunta a 1968, que és quan la Federación Hípica Española va decidir obrir una delegació a Barcelona que va estar presidida pel tinent coronel de cavalleria i cap de la Guàrdia Urbana de Barcelona Àngel Clavero, el qual des dels anys quaranta era l'ànima del Concurs Internacional de Salts del Reial Club de Polo. Fins a aquell moment tots els temes relacionats amb l'hípica catalana es portaven des de Madrid, malgrat que des dels anys cinquanta hi havia la figura del comissari hípic de la Federació Espanyola, que era el mateix Ángel Clavero. La relació dels militars amb l'hípica catalana, i encara més la dels membres del RC de Polo, va durar molts anys.
El mes de desembre de 1969 la delegació de la Federació Espanyola es va convertir en Federació Catalano-Balear sota la presidència de Jorge Camps Subirats, que tenia el títol nobiliari de Comte de Galiano i havia estat un destacat genet de l'equip espanyol de salts. La Federació Catalano-Balear es va convertir en Federación Territorial Catalana de Hípica i Ángel Clavero va tornar a la presidència per substituir el 1972 el Comte de Galiano. El mes de maig de 1977 Clavero es va convertir també en el primer president de l'era democràtica en guanyar les eleccions a Josep Tasías, però el mes de novembre d'aquell mateix any va morir inesperadament.
A Clavero el va substituir provisionalment el vicepresident Antoni Noria, que un any després es va convertir en president electe, i a aquest Francesc Grifé l'any 1981. Entre el mandat de Grifé, durant el qual la Federació Catalana d'Hípica va adquirir entitat jurídica pròpia, i el seu successor, Joan Olivier, va haver-hi un president accidental, Pancho Colomer. Des del principi dels anys 80 s'havia desenvolupat amb força la modalitat de doma clàssica, tal com posteriorment passaria amb la de raid, però l'hípica catalana hauria de viure conflictes per motius econòmics que van ser especialment rellevants durant el mandat de Josep Lladó. A conseqüència d'això, entre finals de 1997 i el principi de 1998 es va haver de posar al capdavant de la Federació una junta gestora presidida per Carles Cebrià, exvicepresident de la Catalana i expresident de la Federació Espanyola.
La presidència de Mateu Rosell a partir de 1998 va portar una certa estabilitat i uns aires de modernitat a la Federació, però el final del seu mandat de deu anys també va ser traumàtic per motius econòmics i va haver de presentar la dimissió a finals de 2008. Des del mes d'abril de 2009, el president és el reconegut advocat penal Emili Josep Zegrí.
Actualment la federació regula les disciplines següents: concurs de salts d'obstacles, doma clàssica, concurs complet d'equitació, raid, doma vaquera, enganxos, volteig, trec, marxes a cavall, horseball, munta western, alta escola, turisme eqüestre, curses a cavall de galop i trot, equitació amb poni i paraeqüestre.

## Presidents

### Ángel Clavero Fernández (1968-1969 i 1972-1977)
Va ser el primer delegat que la Federació Hípica Espanyola va tenir a Catalunya quan el 24 de febrer de 1968 va obrir una delegació a Barcelona. Després de deixar el càrrec el 1969, del 1972 al 1977 va tornar a ser president de la que ja es deia Federación Territorial Catalana de Hípica. Era tinent coronel de cavalleria, i va tenir diversos càrrecs a la Falange després de la Guerra Civil, entre aquests el de lloctinent provincial de Barcelona de la Guàrdia de Franco. Durant els anys quaranta formava part de l'organització del Concurs Hípic Internacional de Salts del Reial Club de Polo abans que el 1958, fos nomenat director tècnic de la Secció Muntada de la Guàrdia Urbana de Barcelona, de la qual era professor d'equitació des de 1953. També va ser secretari del Club Hípic de Barcelona i col·laborador de La Vanguardia en matèria hípica.

### Jorge Camps Subirats (1969-1972)
Destacat genet internacional de salts d'obstacles, guanyador del derbi barceloní de l'any 1968 i membre de l'equip espanyol d'hípica des de 1962, va ser el primer president de la Federació Hípica Catalano-Balear quan aquesta es va constituir el mes de desembre de 1969 i posteriorment ratificat en el càrrec a finals de 1970. Va deixar la presidència de la federació el 23 de desembre de 1972, quan el va rellevar Ángel Clavero, i va passar a ser vocal de la junta directiva del Reial Club de Polo. Anys més tard, ja en la dècada dels vuitanta, va tornar a la Federació Catalana com a vicepresident de la junta directiva presidida per Francesc Grifé.

### Antoni Noria Cuadrenys (1978-1981)
Vicepresident en la darrera junta directiva d'Ángel Clavero el mes de maig de 1977, va substituir-lo provisionalment en la presidència de la federació quan aquest va morir a finals del mateix any. Va ser elegit president al principi de 1978, i va ocupar el càrrec fins al mes de setembre de 1981. Durant el seu mandat, va tenir un especial interès a promoure la doma clàssica, i va instaurar el primer Campionat de Catalunya de l'especialitat, i l'hípica en general entre els nens i nenes en edat escolar. També va instaurar el lliurament de premis als millors genets de la temporada. Després de deixar la presidència, també va ser durant uns anys membre de la junta directiva del Reial Club de Polo i de la Federación Hípica Española.

### Francesc Grifé Guiu (1981-1985)
Genet de salts d'obstacles durant la seva joventut, va entrar a la junta directiva del Reial Club de Polo com a vocal a mitjan anys setanta i es va convertir en el representant de l'entitat barcelonina a la federació. Va presidir la federació entre el 4 de setembre de 1981, quan va guanyar les eleccions com a candidat únic, i el 20 de juny de 1985, quan va acabar el seu mandat i no es va presentar a la reelecció. Durant la seva presidència, en la qual la Federació Catalana va adquirir entitat jurídica pròpia, es va produir un important increment de les llicències federatives.

### Joan Olivier Genovès (1985-1993)
Genet de competició i president del Club Hípic Barcelona, va ser elegit president el 20 de juny de 1985, va renovar el càrrec en les eleccions del mes de juny de 1989 i el va deixar el 1993, sense presentar-se a la reelecció. Durant el seu mandat es va inaugurar el Complex Hípic de la Foixarda, que va acollir la primera escola municipal d'equitació a la ciutat de Barcelona, es va instaurar el Campionat de Catalunya de ponis i Barcelona va ser la seu d'importants competicions d'àmbit internacional com la Copa del Món de Salts de 1987.

### Josep Lladó López (1993-1997)
President de la secció hípica del Club Egara de Terrassa durant deu anys, va presidir la Federació Catalana en entre el 5 d'octubre de 1993 i el mes de setembre de 1997. Durant el seu mandat es van iniciar les competicions de doma vaquera.

### Carles Cebrià Cebrià (1997)
Va presidir la junta gestora de la federació quan aquesta es va quedar sense president l'any 1997 i va ocupar el càrrec durant vuit mesos fins a l'elecció de Mateu Rosell el mes de maig de 1998. Havia estat vicepresident de la federació els anys 1991 i 1992, i entre 1992 i 1997 va ser president de la Federació Espanyola. Va destacar pel seu intent de popularitzar l'hípica. També va ser president de l'Open Esports Club del Prat de Llobregat. Posteriorment va tornar a la Federació Espanyola com a vicepresident i responsable de les disciplines no olímpiques entre 2005 i 2008.

### Mateu Rosell Martorell (1998-2008)
Va ser elegit president el 19 de maig de 1998 i, després de dues reeleccions es va mantenir en el càrrec fins al 25 de novembre de 2008. Practicant de l'equitació durant la seva joventut, va portar a terme una profunda renovació en la federació, dotant-la de mitjans informàtics de gestió administrativa i comunicació avançades. Durant la seva presidència van augmentar les llicències, es va donar un gran impuls a la formació de tècnics i genets, es va obrir la Federació a noves modalitats com el horseball (bàsquet a cavall) i la munta western, es va crear la Lliga Catalana d'Equithlon i es va implantar una vocalia d'hipoteràpia per tal de facilitar l'accés a l'hípica a qualsevol tipus de persones. També va ser membre del Consell Directiu de la Unió de Federacions Esportives de Catalunya.

### Emili Josep Zegrí Boada (2009-)
Va ser elegit president el 6 d'abril de 2009, després de quatre mesos en els quals la federació va estar regida per una junta gestora arran de la dimissió de Mateu Martorell. Una de les seves primeres decisions ha estat crear la primera Lliga Catalana de Poni per potenciar la promoció de l'hípica entre els més petits. La seva bona gestió al capdavant de la Federació Catalana l'ha portat a ser nomenat, el mes de febrer de 2011, nou membre de la junta directiva de la Federació Espanyola a proposta del seu president, Javier Revuelta.